# La noia (film 1998)
La noia (L'ennui in lingua francese) è un film del 1998 diretto da Cédric Kahn, tratto dall'omonimo romanzo di Alberto Moravia.

## Trama
Un professore di filosofia di nome Martin soffre di depressione, da quando la relazione con sua moglie Sophie è stata interrotta. Durante la sua crisi personale, Martin vaga per locali notturni dove incontra un vecchio pittore, al quale paga il conto; egli per ringraziarlo gli dona un suo quadro.
Tre giorni dopo, Martin scopre che il pittore è morto e conosce Cécilia, ovvero la modella dalle generose forme che posava nuda per il pittore, di cui si dice che lo abbia ucciso. Iniziando a farle domande, Martin scopre la semplicità e l'"innocenza" di Cécilia, con la quale intraprende una relazione sessuale molto fredda e distaccata, che diviene però via via più morbosa, nel momento in cui Martin viene a conoscenza della relazione parallela che Cécilia ha con Momo. 
Martin, tuttavia, non riesce a rinunciare a Cécilia, la quale, non riuscendo a vederci nulla di male, gli impone la sua doppia relazione in cambio di vedersi ogni giorno per avere rapporti sessuali. Quando però Cécilia sparisce per due settimane per trascorrere una vacanza con Momo, Martin impazzisce e finisce in ospedale dopo un incidente stradale.

## Riconoscimenti
- 1998 - Premio Louis-Delluc